# Palikir
Palikir je hlavní město Federativních států Mikronésie v západní části Tichého oceánu. Město s necelými 5 000 obyvateli je součástí větší obce Sokehs, která měla v roce 2010 6 647 obyvatel, z celkového počtu 106 487 obyvatel země. Nachází se na severozápadní straně ostrova Pohnpei (34 789 obyvatel), vysokého sopečného ostrova obklopeného lemujícím korálovým útesem. Nedaleko na severovýchodě se nachází největší osada na ostrově, pobřežní město Kolonia.  V roce 1989 bylo prohlášeno hlavním městem Mikronésie.

## Historie
Pohnpei byl ve starověku ovládán kmenovými náčelníky. Palikir byl dříve malou vesnicí s malým významem. S ostrovem Pohnpei se v 15. století setkali Portugalci a Španělé, ale ke koloniálnímu osídlení došlo až v roce 1886 Španěly. Později Německo získalo Karolíny nákupem od Španělska na konci španělsko-americké války v roce 1898. Během první světové války přešla kontrola pod Japonsko. Během druhé světové války postavili Japonci letiště poblíž Kolonie.  Po druhé světové válce byl ostrov spravován vládou Spojených států až do získání nezávislosti FSM v roce 1979. Vláda Federativních států Mikronésie se rozhodla přeměnit oblast Palikir na město, kde by sídlila centrální správa ostrovů jako účelové hlavní město. To bylo prohlášeno hlavním městem Mikronésie v roce 1989.  Americká pomoc ve výši 15 milionů USD byla poskytnuta na rozvoj lokality na moderní město.  Byly postaveny všechny vládní úřady, některé obytné domy a rezidence prezidenta Federativních států Mikronésie. Nyní je centrem federální správy země, přestože je stále vesnicí s počtem obyvatel 6,647.

## Geografie

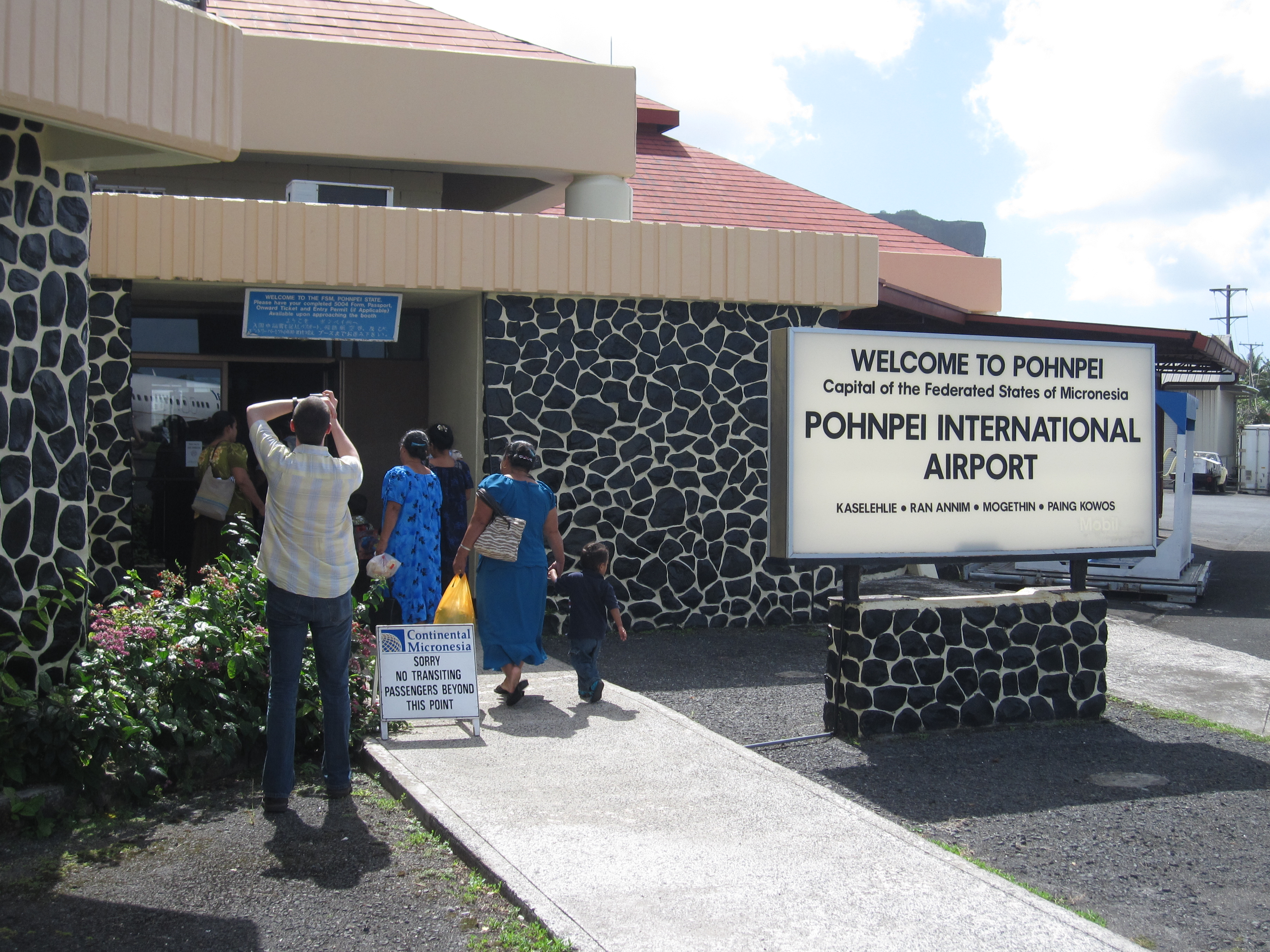
Mezinárodní letiště Pohnpei nedaleko města Palikir

Palikir se nachází v severozápadním centru ostrova Pohnpei (dříve známého jako Ponape). Geologicky se ostrovní terén skládá z vysokých hor až nízkých korálových atolů.  Je to největší, nejvyšší, nejvlhčí a nejmalebnější ostrov Federativních států Mikronésie.  Palikir je 8 kilometrů jihozápadně od Kolonia, což je největší město Pohnpei a hlavní město státu Pohnpei.  Podmořské útesy se nacházejí po celém pobřeží ostrova. 9 kilometrů na jihovýchod je Mount Nanlaud nejvyšším bodem Federativních států Mikronésie a Pohnpei na 2 566 stop (782 m n. m.)  jak je uvedeno na definitivním topografickém průzkumu USGS 1: 25 000.  Palikir je obklopen hustě zalesněným lesem.